# Michael Lynne
Michael Lynne (New York-Brooklyn, 1941. április 23. – New York-Manhattan, 2019. március 24.) amerikai filmproducer.

## Filmjei
- A Gyűrűk Ura: A gyűrű szövetsége (The Lord of the Rings: The Fellowship of the Ring) (2001, executive producer)
- A Gyűrűk Ura: A két torony (The Lord of the Rings: The Two Towers) (2002, executive producer)
- A Gyűrűk Ura: A király visszatér (The Lord of the Rings: The Return of the King) (2003, executive producer)
- Kicsoda Jackson Pollock? (Who the #$&% Is Jackson Pollock?) (2006, dokumentumfilm, executive producer)
- Hajlakk (Hairspray) (2007, executive producer)
- Az arany iránytű (The Golden Compass) (2007, executive producer)
- Rémálom az Elm utcában (A Nightmare on Elm Street) (2010, executive producer)
- A végzet ereklyéi: Csontváros (The Mortal Instruments: City of Bones) (2013, executive producer)
- A béranya (When the Bough Breaks) (2016, producer)
- Haunting on Fraternity Row (2018, executive producer)
- Shadowhunters: The Mortal Instruments (2016–2019, tv-sorozat, 55 epizód, executive producer)

## Díjai
- Britannia-díj (2007)